# North Vancouver (Columbia Británica)
La Ciudad de North Vancouver es un municipio frente al mar, ubicado en la costa norte de la ensenada de Burrard, justo enfrente de Vancouver, Columbia Británica. Es el más pequeño de los tres municipios de North Shore, y el más urbanizado también. Aunque cuenta con una importante industria propia, incluyendo la navegación, la producción química y la producción de películas, la ciudad es generalmente considerada como un suburbio de Vancouver.
Comprende una extensión de 11.95 km², y tiene una población de 44,303 habitantes.
Hay muchos lugares turísticos que incluyen el Capilano Suspension Bridge, Grouse Mountain, Lonsdale Quay Market y Cleveland Dam.

## Geografía

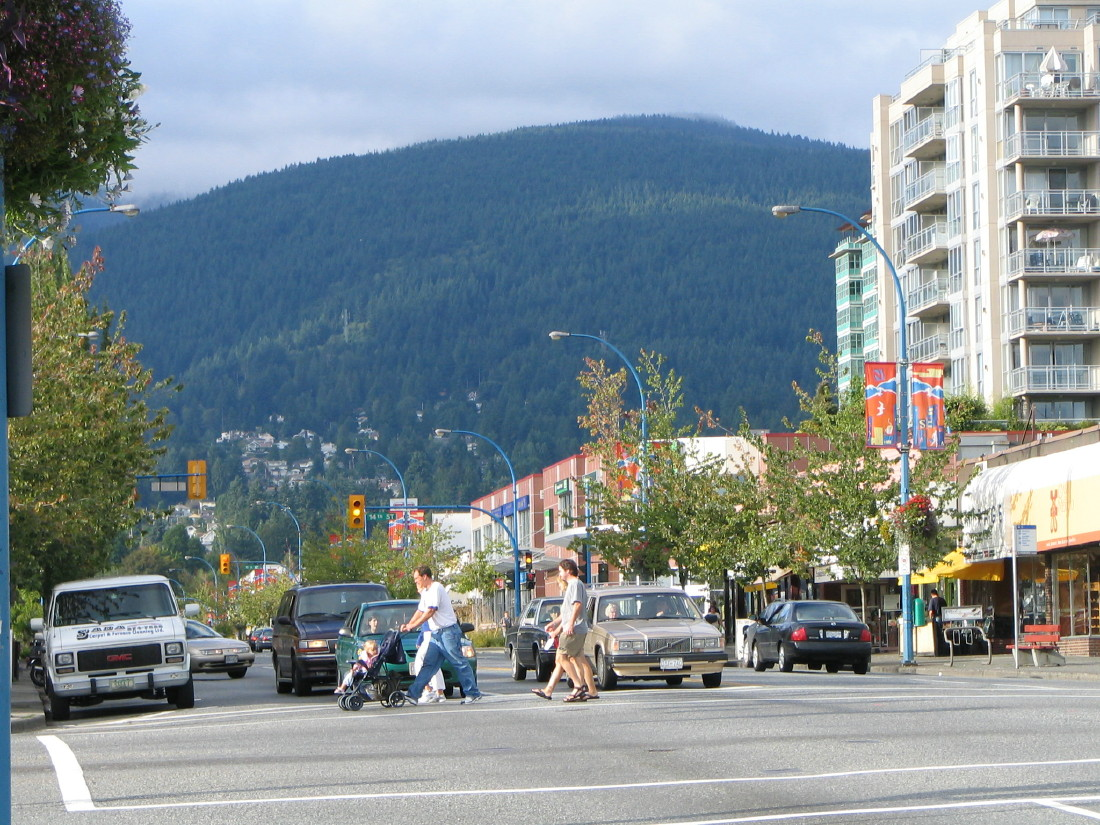
Vista de la vía pública principal Lonsdale Avenue con el Monte Fromme de fondo.

La Ciudad de North Vancouver se separa de Vancouver por la entrada de Burrard. Está rodeada por tres lados por el Distrito de North Vancouver.
La Ciudad de North Vancouver está densamente poblada con un número de viviendas de edificios de gran altura en las áreas de Central Lonsdale y el Bajo Lonsdale.
La ciudad tiene mucho en común con la Municipalidad del Distrito de North Vancouver y West Vancouver. En conjunto, estos tres municipios se conocen comúnmente como el North Shore. Las diferencias entre los dos "Vans Norte" son que ambas son más evidentes para sus residentes. Otros residentes de la parte baja no suelen ser conscientes de la diferencia entre los dos y se refieren a ambos como "North Vancouver".